# ماري غابرييل كابيت

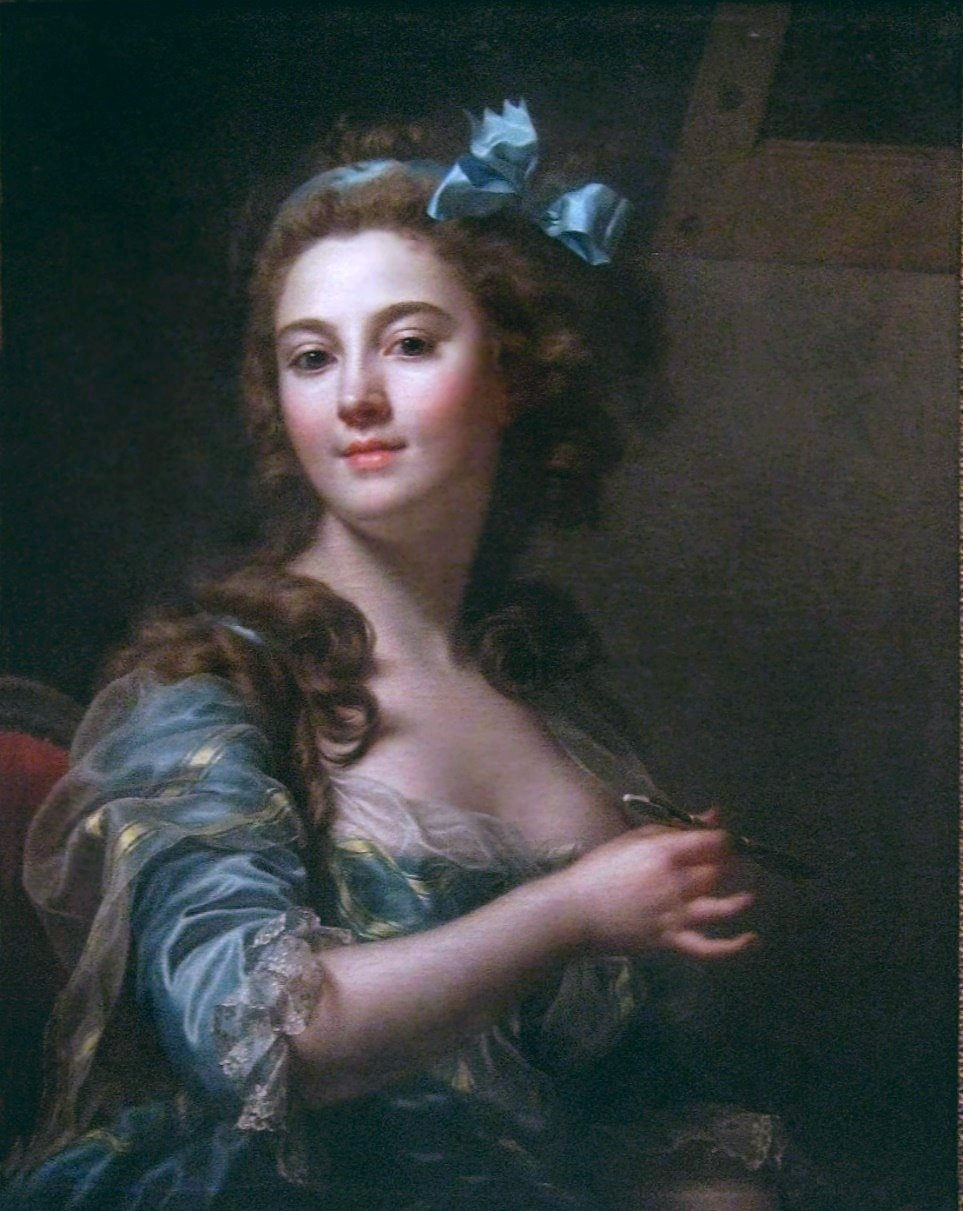
بورتريه شخصي لغابرييلا.

ماري غابرييل كابيت (بالفرنسية: Marie-Gabrielle Capet)‏ (1761-1818) رسامة بورتريه فرنسية، تشمل أعمالها لوحات زيتية، ومائية والمنمنمات. ولدت في ليون في 1761، وأصبح تلميذة مدام فنسنت. منذ 1781 أنتجت عدد كبير من اللوحات، أشهرها لأديلايد وفيكتوار، ومدام فنسنت وتحيط بها تلاميذها. توفيت في باريس عام 1818.

## معرض صور

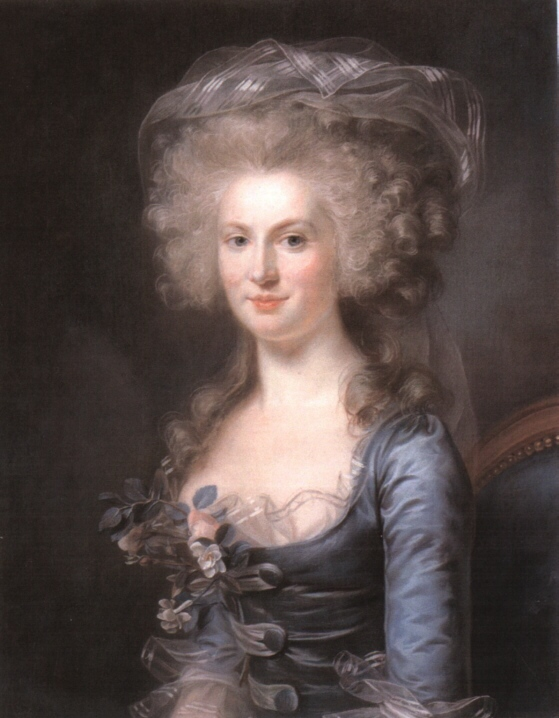
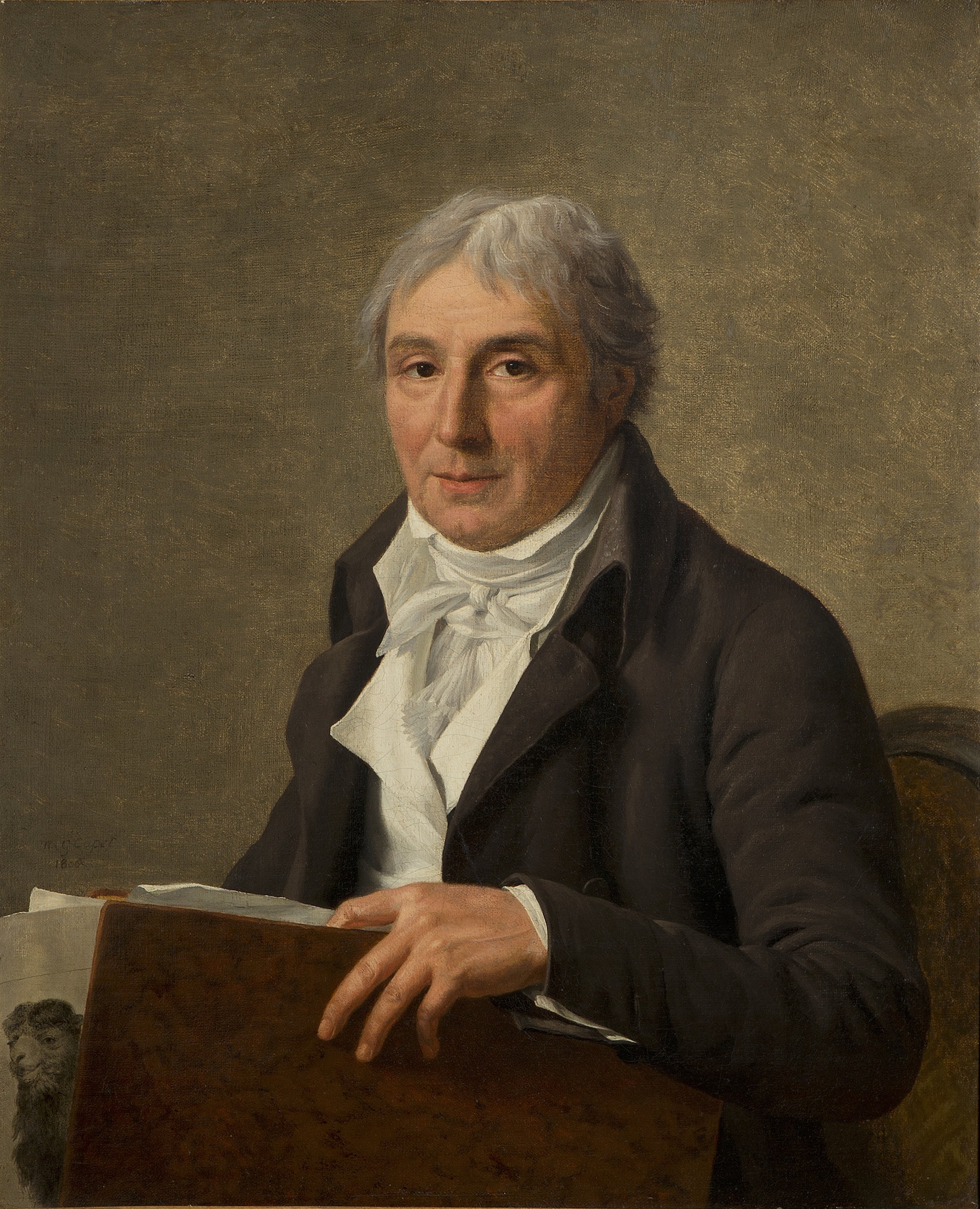
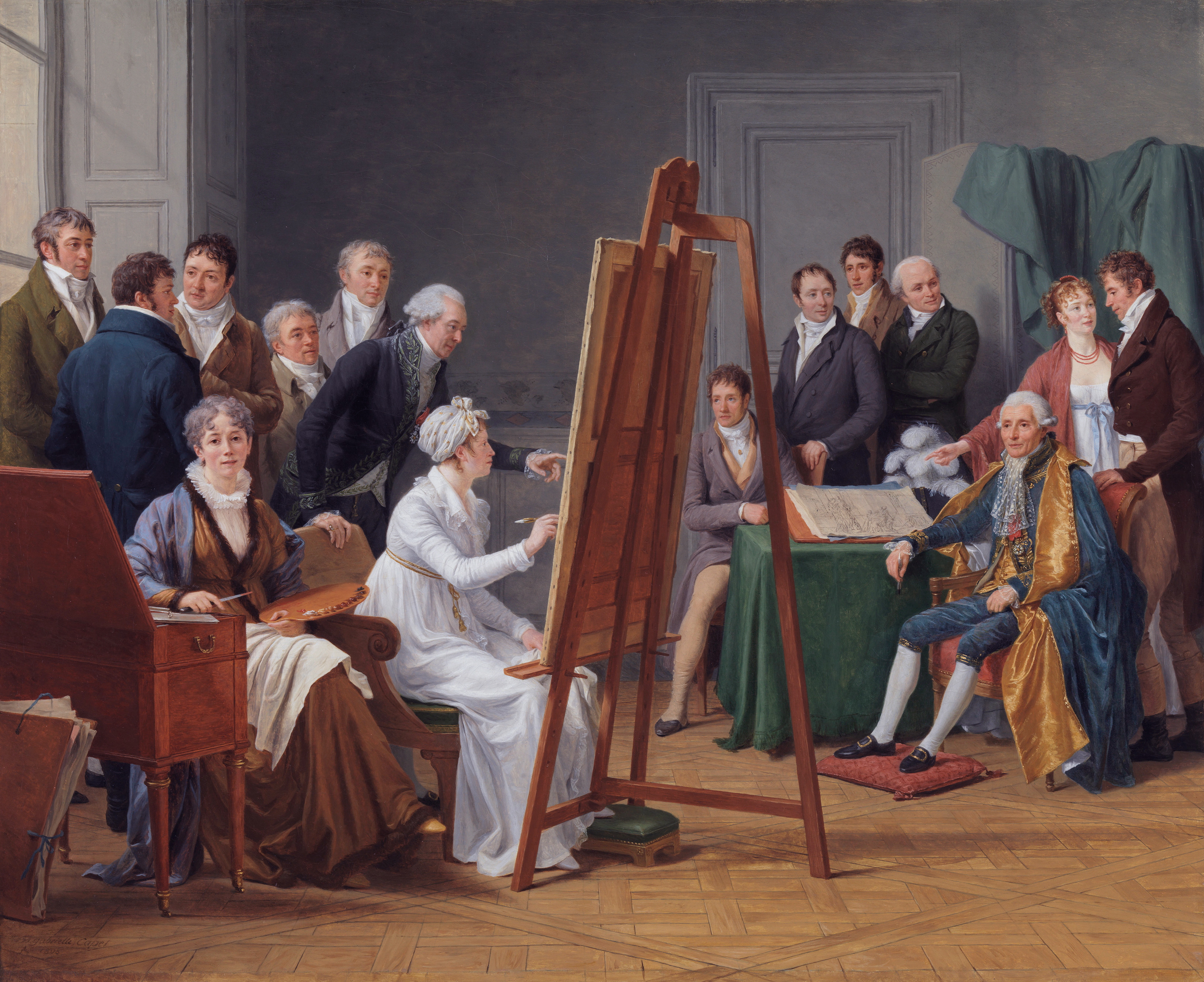